# Ève Angeli
Pour les articles homonymes, voir Angeli et Garcin.
Ève Angeli, de son vrai nom Vanessa Annelyse Ève Garcin, est une chanteuse, autrice-compositrice-interprète, comédienne personnalité médiatique française, née le 25 août 1980 à Sète (département de l'Hérault). Révélée en 1999 dans l’émission Graines de star, elle connaît un succès fulgurant au début des années 2000 avec plusieurs tubes classés dans les meilleures ventes françaises. Lauréate du NRJ Music Award de la révélation francophone en 2002, elle diversifie par la suite ses activités entre musique, télévision, théâtre et engagement associatif.

## Biographie

### Enfance et débuts
Vanessa Annelyse Ève Garcin, connue sous le nom de scène Ève Angeli, est née à Sète, dans le département de l’Hérault. Passionnée de musique dès son plus jeune âge, elle participe à des concours de chant locaux. Après l’obtention de son baccalauréat littéraire en 1998, elle décide de se consacrer à la chanson. En 1999, elle se fait remarquer dans l’émission Graines de star sur M6, ce qui attire l’attention de Philippe Poustis, fondateur du label NRJ Music, qui la signe sur le label de la radio NRJ.

### Ascension musicale (2000–2003)
En 2000, Ève Angeli sort son premier single, Avant de partir, qui rencontre un grand succès en se classant 4e place des ventes en France et en obtenant un disque de platine avec plus de 600 000 exemplaires vendus. Son premier album, Aime-moi (2001), porté par les titres Elle (n°6 au Top 50) et Je sais, est certifié double disque d’or pour plus de 200 000 ventes.
Son deuxième album, Nos différences, sort le 4 novembre 2002 et inclut un duo avec le boys band britannique A1 sur la chanson-titre. Bien que moins performant que son prédécesseur, l’album confirme sa popularité. En 2002, elle reçoit le NRJ Music Award de la révélation francophone de l’année.
En 2003, avec la sortie du single Ma Prière, Ève Angeli commence à opérer un changement d’identité visuelle en abandonnant sa chevelure brune emblématique pour un blond qui va définir quelques années plus tard sa nouvelle identité médiatique. Elle collabore également avec Cerrone sur le titre Love On The Dancefloor.

### Réception médiatique et perception publique (2004 - 2005)
En 2004, Ève Angeli participe à La Ferme Célébrités sur TF1 dont elle finira finaliste aux côtés du footballeur Pascal Olmeta. Cette émission marque un tournant dans son image publique : elle troque son apparence de chanteuse romantique pour un style plus glamour et médiatique, devenant blonde platine. Cette transformation attire l’attention de la presse people, mais crée un décalage avec son public initial.
Elle profite de cette notoriété pour sortir son best-of Le meilleur d'Eve Angeli, incluant le single inédit Une chanson dans le cœur (Felicità), adaptation du tube Felicità d’Al Bano et Romina Power) qui atteint la 11e place du Top 50.
En 2005, elle publie l’album Viens, avec une reprise de Je vais t'aimer de Michel Sardou. Ce disque, qui marque la fin de sa collaboration avec Sony Music, tente de concilier aspirations musicales et nouvelle image médiatique, clôturant une première phase de sa carrière.

### Carrière indépendante et diversification (2006–2009)
En 2006, Ève Angeli diversifie ses activités en animant l’émission Le Top du Sexy sur M6 Music, décroche un petit rôle dans la série Sous le soleil, et publie le single 1, 2, 3 aux sonorités dance sous le pseudonyme Lovina. L’année suivante, elle revient sous son propre nom avec le titre Na na naa, le zapping, créé en direct dans sa propre émission de télé-réalité, La vraie vie d’Eve Angeli, centrée sur son quotidien avec son compagnon et manager Michel Rostaing. Diffusée sur M6 Music Hits puis Paris Première, et rediffusée sur M6, l’émission accompagne une transformation marquée de son image vers une esthétique plus glamour et provocante, en rupture avec son image romantique des débuts, évolution renforcée par sa participation à l’émission Ultimate Strip Poker sur W9.
En 2008, elle poursuit cette trajectoire avec le single Look Away et une seconde saison de La vraie vie d'Ève Angeli, tournée à Hollywood, où elle se marie à Las Vegas avec Michel Rostaing. Ce repositionnement médiatique l’éloigne de son statut de « chanteuse à voix » pour embrasser celui d’une figure pop inspirée des starlettes américaines.
Elle entame une tournée en 2009 aux côtés du groupe La Marseillaise, avant d’annoncer une pause dans sa carrière musicale afin de se consacrer à d’autres projets personnels et artistiques,.

### Théâtre et One Woman Show (2009–2012)
Pendant cette période de retrait musical, Ève Angeli se tourne vers le théâtre. En 2009, elle rejoint la distribution de la comédie Le Clan des divorcées d’Alil Vardar, jouée au Palace à Paris et régulièrement diffusée à la télévision. Forte de cette première expérience scénique, elle crée en décembre 2009 son propre spectacle humoristique, Drôle malgré moi, dont Laurent Ruquier améliore le texte en août 2010. Présenté en avant-première à Saint-Alexandre dans le Gard, le spectacle est ensuite programmé au Festival d’Avignon en 2010.
En parallèle, Ève Angeli multiplie les apparitions à la télévision. En 2010, elle devient jurée dans l’émission Chante...si tu peux !, aux côtés de Francis Lalanne et Philippe Candeloro sur la chaîne Virgin 17. Elle participe également à Panique dans l'oreillette sur France 2 où elle retrouve Philippe Poustis, son premier producteur. Elle apparaît aussi dans des formats de divertissement comme Sosie ! Or Not Sosie ? sur TF1 (TF1, 2011), où elle piège des anonymes en caméra cachée, et Un dîner presque parfait à Bagnols-sur-Cèze.
En 2010, elle lance l’opération solidaire Les Gamelles du cœur destinée à nourrir les animaux recueillis par la Confédération nationale des SPA de France. Soutenue par l’entreprise Charrière Distribution et une marque de croquettes partenaire, l’opération permet de reverser trois repas pour chien à chaque paquet acheté.
En 2012, elle participe à Fort Boyard sur France 2, au profit de cette même association. Elle tente également cette année-là de représenter la France au Concours Eurovision 2012, sans être sélectionnée. Elle renouvelle sa candidature en 2015, également sans succès.

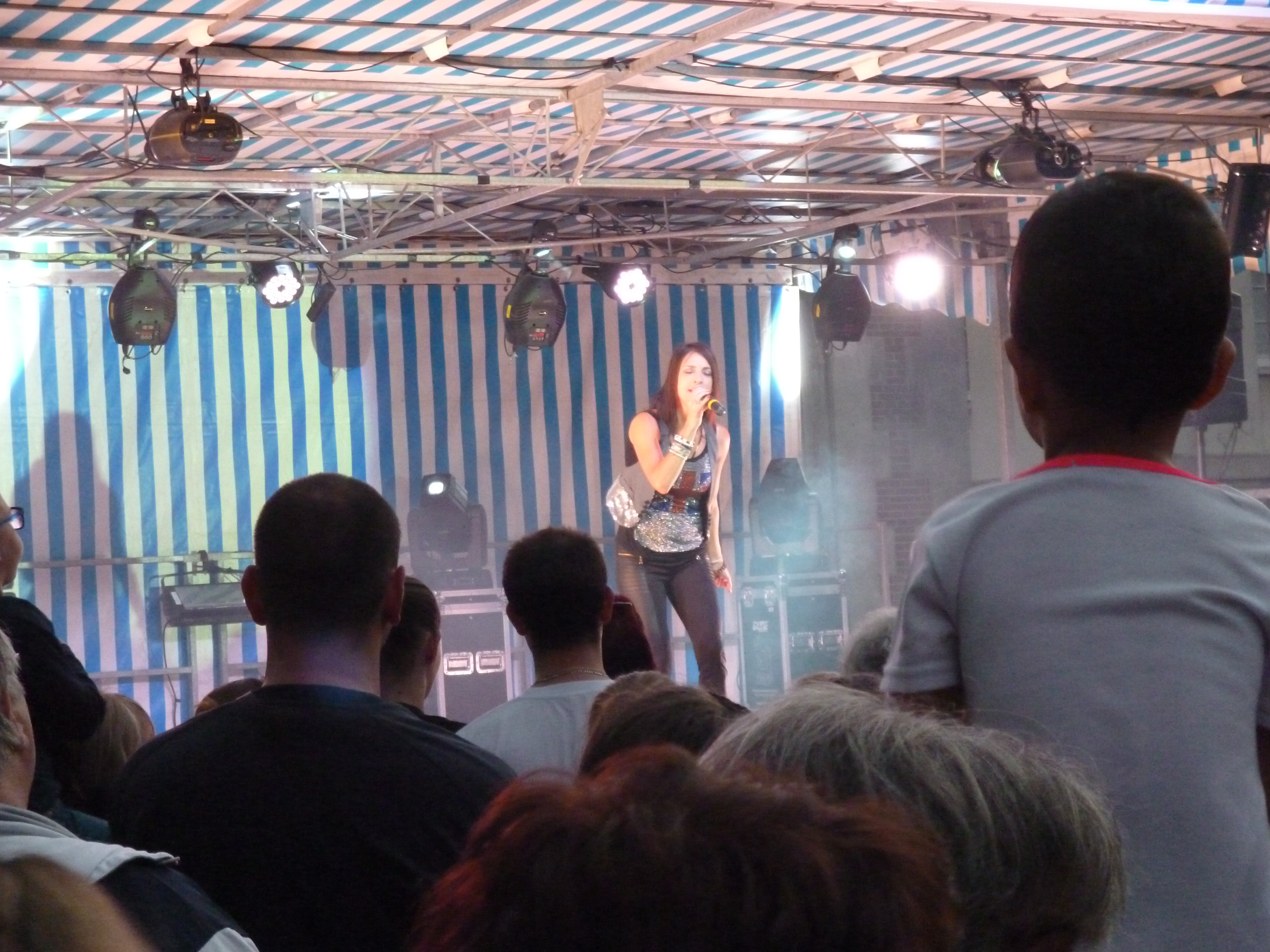
Ève Angeli lors d'un concert à Saint-Just-en-Chaussée en 2015.

### Retour musical et financement participatif (2013 - 2015)
En 2013, Ève Angeli lance une campagne de financement participatif sur la plateforme My Major Company afin de produire un EP intitulé Chaque matin, dont la sortie est prévue en décembre de la même année. Le projet atteint 200 % de son objectif initial. En mai 2014, elle renouvelle l’expérience avec un second EP, Être libre, qui obtient également le financement requis. Ce projet comprend notamment un duo avec Adrien Abelli, ancien candidat de la saison 3 de The Voice, sur le titre You raise me up. 
En 2015, elle publie un album regroupant les deux EPs précédents et s’engage à reverser l’équivalent de trois repas à la SPA pour chaque disque vendu. Elle indique à cette occasion qu’en cas d’échec commercial, elle envisagerait de poursuivre sa carrière au Royaume-Uni.

### Activités théâtrales (2016–2019)
En parallèle de sa carrière musicale, Ève Angeli se produit régulièrement sur scène. En 2016 et 2017, elle joue dans la pièce Les Montagnes russes d’Éric Assous. En 2018, elle tient le rôle principal dans Mais n’te promène donc pas toute nue ! de Georges Feydeau, suivi d’une adaptation contemporaine intitulée Mais va donc t’habiller !. En 2019, elle reprend son rôle de Mary Bybowl dans la comédie à succès Le Clan des divorcées d’Alil Vardar, avec une tournée dans plusieurs villes françaises.

### Nouveaux projets musicaux et collaborations (2017–2020)
En 2017, Ève Angeli lance une nouvelle campagne de financement participatif via la plateforme Ulule pour un album composé majoritairement de reprises, complétées par quatre titres inédits, sous le titre Que l'amour.
En 2018, elle collabore avec le chanteur Francky Vincent pour la sortie d’un album de reprises intitulé Le binôme du siècle, comprenant des adaptations en version zouk de titres de Johnny Hallyday, France Gall, Zouk Machine, ainsi que de certains de ses propres morceaux tels que Avant de partir et Elle. Le titre T'es chiant(e) est choisi comme premier single.

### Je sème… et renouveau artistique (Depuis 2020)
En 2020, elle publie un nouveau single intitulé Fragile. En septembre de la même année, elle annonce la sortie prochaine du titre Ma main entre mes mains, tout en recherchant un label pour son édition.
En février 2021, elle annonce la préparation d’un nouvel album, Je sème..., constitué de dix titres originaux, signé simplement sous le prénom Ève. Ce choix, selon ses déclarations dans l’émission TPMP People du 22 février 2022, vise à marquer une rupture avec son image médiatique passée et à recentrer son activité sur sa carrière musicale. Le financement de cet album est lancé le 21 mars 2022 via la plateforme ULULE. Le 13 avril 2022, le premier extrait, également intitulé Je Sème, est dévoilé en vidéo.
En 2022, Ève Angeli célèbre ses vingt ans de carrière musicale avec un concert évènement à Paris. Elle continue parallèlement la promotion de son album Je sème à travers une série de concerts donnés en France.
En 2023, elle annonce attendre son premier enfant, à l’âge de 42 ans. La naissance de sa fille, prénommée Lilirose, a lieu le 27 octobre 2023. Durant sa grossesse, elle reste active sur scène, notamment dans le cadre de la Tournée des Châteaux, aux côtés d’artistes tels que Plastic Bertrand ou Julie Piétri.
En 2024, elle poursuit ses activités musicales, déclarant se produire en moyenne quarante fois par an. Elle évoque dans les médias sa volonté de concilier sa carrière artistique avec sa vie de mère, tout en mettant en avant l’importance du rôle parental, qu’elle estime parfois insuffisamment valorisé.

## Récompenses
- NRJ Music Awards :  
  - Révélation francophone (2002)

### Téléréalité
Pendant 3 mois, de mai à juillet 2004, Ève Angeli participe à l'émission de téléréalité La Ferme Célébrités sur la chaîne de télévision TF1. Elle sera finaliste aux côtés du footballeur Pascal Olmeta. C'est lors de cette émission qu'elle se fait remarquer par ses répliques comiques qui lui vaudront d'être moquée.
En 2006, Ève Angéli tourne la première saison de La vraie vie d'Ève Angeli, une émission de télé-réalité sur sa vie privée avec son manager et producteur Michel Rostaing. L'émission est diffusée sur la chaîne M6 Music Hits puis Paris Première, avant d'être rediffusée sur M6 le samedi matin. Fin novembre 2007, une seconde saison de La vraie vie d'Ève Angeli est tournée cette fois-ci à Hollywood, au cours de laquelle elle se marie faussement à Las Vegas avec Michel Rostaing, qui a écrit et composé la majeure partie de ses chansons. En juin 2015, Ève Angeli annonce qu'elle se sépare de Michel Rostaing « après 17 ans d'amour »
En 2013, après avoir passé une nuit à « chasser les fantômes » en compagnie d'Erick Fearson lors d'une édition de La Soirée de l'étrange pour TF1, elle fait partie des 16 célébrités à faire la compétition Splash : le grand plongeon sur TF1. En mars 2015, elle intègre la cinquième édition de La Maison du bluff sur NRJ 12 et devient membre de jury de Wouf, quel chien sera à la hauteur ?.

### Vie privée
De 1998 à 2015, Eve Angeli est en couple avec Michel Rostaing, qui deviendra son producteur et qu'elle décrira comme étant son premier amour
Peu de temps après sa séparation d'avec Michel Rostaing, elle s'affiche en couple avec Christophe, un infirmier libéral dont elle se séparera en 2018.
En 2019, elle épouse son nouveau compagnon dont l'identité reste inconnue. Ensemble, ils ont une fille, Lilirose, née le 27 octobre 2023

### Association caritative
Ève Angeli, proche de la cause animale, est impliquée dans l'association PETA qui lutte contre l'utilisation de la fourrure animale. La chanteuse sort en 2007 un calendrier dont les bénéfices ont intégralement été reversés à l'association[réf. nécessaire]. Le slogan du calendrier est « Je préfère être nue que porter de la fourrure ».
En 2007, Ève Angeli crée une ligne de chaussures, « Jet 7 », dans la même optique de protection animale que celle de PETA.
En 2010, Ève Angeli, lance l'opération Les Gamelles du cœur qui vise à nourrir les animaux de la confédération nationale des SPA de France. Elle mène à bien cette opération grâce au metteur en marché d'alimentation animale Charrière Distribution et une marque de nourriture canine, partenaire qui reverse trois repas aux chiens par paquet de croquettes acheté par le public.

### Radio, télévision, cinéma et théâtre
Après sa rencontre avec le présentateur et journaliste Laurent Ruquier en septembre 2007 lors d'un prime de N'oubliez pas les paroles !, elle devient chroniqueuse occasionnelle dans certaines émissions du programme On va s'gêner et On a tout révisé avec la Bande à Ruquier, sur Europe 1 et France 2, au cours desquelles elle a notamment repris les chansons Fuck You de Lily Allen ainsi que Telephone de Lady Gaga.
En 2006, elle anime l'émission Le Top du Sexy sur M6 Music, obtient un petit rôle dans la série Sous le soleil et présente une émission sur le strip poker, Ultimate Strip Poker sur W9 en 2007.
En 2009, Ève Angeli fait ses débuts au théâtre dans Le Clan des divorcées. La pièce, qui sera diffusée sur France 4, est un succès qui lui permet de se lancer dans un One Woman Show en 2010 avec le spectacle Drôle malgré moi, dont Laurent Ruquier améliore le texte en août 2010. La même année, elle devient l'une des jurés de l'émission Chante...si tu peux !, aux côtés de Francis Lalanne et Philippe Candeloro sur la chaîne Virgin 17.
En juin 2010, elle participe à l'émission Panique dans l'oreillette animée par Frédéric Lopez et diffusée sur France 2 où elle retrouve Philippe Poustis, son premier producteur. Lors d'une émission diffusée le 1er janvier 2011, elle piège des inconnus en caméra cachée dans l'émission Sosie ! Or Not Sosie ? sur TF1. La même année, elle participe à l'émission Un dîner presque parfait avec des hôtes de Bagnols-sur-Cèze.
Le 15 avril 2014, elle participe à la chronique culinaire de Norbert Tarayre, extraite de l'émission 100 % Mag, dont elle interprète le titre Chaque matin.
En 2016, elle apparait dans le prime time spécial de la série Les Mystères de l'amour, qui est diffusé en décembre sur TMC.
En 2017, elle obtient un des rôles principaux dans la pièce de théâtre Les Montagnes Russes, qui a été en tournée dans toute la France entre janvier et juin 2017,.

### Activités diverses
- Ève Angeli a été la marraine du Salon de l'érotisme, Eropolis[53].
- Le 28 juillet 2012, elle participe au jeu Fort Boyard pour l'association Les Gamelles du Cœur[54]. Elle y participe une deuxième fois lors de l'émission du 13 août 2016, puis une troisième fois lors de l'émission du 18 août 2018.
- Le 11 novembre 2012, elle apparait dans le clip de Keen'v, Elle t'a maté (Fatoumata)[55].
- Participant en tant que chanteuse avec Enzo Enzo, Ana Ka et Caroline Loeb à la tournée Drôles de dames, un concert de celles-ci est annoncé le 3 septembre 2017 à la très controversée — car considérée par ses opposants comme identitaire — Fête du cochon organisée à Hayange (Moselle) par la municipalité à majorité Front national[56]. Alertées du caractère politique de cette manifestation, dont le slogan est Nos traditions d'abord, les artistes annulent leur présence[57].

## Discographie
- 2001 : Aime-moi
- 2002 : Nos différences
- 2005 : Viens
- 2008 : Révolution
- 2015 : Être libre
- 2018 : Que l’amour
- 2022 : Je sème

## Télévision
- 1999 : Graines de star (M6) : candidate
- 2004 : La Ferme Célébrités (TF1) : candidate de téléréalité
- 2004 : À prendre ou à laisser (TF1) : candidate
- 2005 : Duel de stars (M6) : candidate
- 2006 : La vraie vie d’Ève Angeli (M6) : candidate de téléréalité
- 2006 : Le Top du sexy (M6 Music) : animatrice télé
- 2006 : Le grand défi de la glace (TF1) : candidate
- 2007 : Ultimate Strip Poker (W9) : animatrice télé
- 2007 : La vraie vie d’Ève Angeli à Hollywood (M6) : candidate de téléréalité
- 2007 : Le Grand Concours de la télé-réalité (TF1) : candidate
- 2008 : Stars et comédie (France 2) : participante
- 2009 : Chante... si tu peux ! (Virgin 17) : membre du jury
- 2010 : Le grand quiz du cerveau (TF1) : candidate
- 2011 : Sosie ! Or Not Sosie ? (TF1)
- 2011 : Un dîner presque parfait (M6) : candidate
- 2012, 2016, 2018 : Fort Boyard (France 2) : candidate
- 2013 : Splash, le grand plongeon (TF1) : candidate
- 2014 : L'Œuf ou la Poule ? sur D8
- 2015 : La Maison du bluff 5 (NRJ 12) - Guest de téléréalité
- 2015 : Wouf, quel chien sera à la hauteur ? (NRJ 12) : membre du jury
- 2015 : L'académie des 9 (NRJ12) : sociétaire
- 2015 : Qu'est-ce que je sais vraiment ? (M6)
- 2017 : Vendredi tout est permis avec Arthur (TF1) : participante 3 fois
- 2017 : Le Grand Blind test (TF1) : candidate
- 2018 : Strike sur C8 : participante
- 2018 : Un dîner presque parfait : semaine spéciale 10 ans (W9) : candidate
- 2019 : Norbert commis d'office (6ter) : candidate
- 2020 : Les Enfants de la musique (France 3) : invitée
- 2025 : Que le meilleur gagne sur M6 : participante

### Actrice
- 2006 : Sous le soleil : Natacha, la nièce de Blandine (guest, saison 11)
- 2016 : Les Mystères de l'amour (TMC) : Alexia

## Livres
- 2004 : Ève Angeli, Ma revanche, mon innocence, autobiographie en collaboration avec Laurent Courageux. Montesson : City éditions. 209 pages-[16] p. de pl., 24 cm.  (ISBN 2-915320-18-7).
- 2007 : Mes Évangélismes : pensées d'une blonde. Éditions Fetjaine. 95 pages.  (ISBN 978-2-35425-011-9)
- 2007 : La revanche des Blondes #1, Ève's Angels HugoBD.
- 2012 : Histoires de chiens extraordinaires. Éditions de l'Arbre. Tous les bénéfices du livre sont reversés aux Gamelles du cœur afin de nourrir les animaux des refuges.  (ISBN 978-2874620874)

## Pièces de théâtre
- 2009 : Le Clan des divorcées
- 2017 : Les Montagnes russes
- 2018 : Mais n'te promène donc pas toute nue !
- 2019 : Le Clan des divorcées

## Spectacles
- 2010 : Drôle Malgré Moi